# B43 (Kernwaffe)

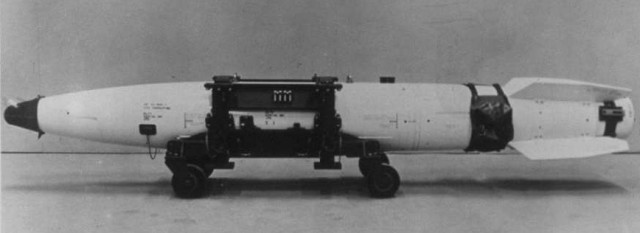
Eine B43-Kernwaffe

Die B43 war eine US-amerikanische Wasserstoffbombe, die als frei fallende Fliegerbombe mit einer variablen Sprengkraft konstruiert wurde. Sie wurde 1961 in Dienst gestellt und wurde für das strategische Einsatzkonzept entwickelt.

## Entwicklung
Die B43 entstand aufgrund einer Forderung der Streitkräfte der Vereinigten Staaten aus dem Jahr 1956. Diese benötigten eine nukleare Freifallbombe, die von schnellfliegenden Flugzeugen (Bomber und Kampfflugzeuge) zum Einsatz gebracht werden konnte. Die Bombe sollte sowohl aus großer Höhe sowie aus dem Tiefflug abgeworfen werden. Die Entwicklung begann 1955 im Los Alamos National Laboratory in New Mexico. Die B43 wurde u. a. 1958 im Rahmen der Operation Hardtack und 1962 bei der Operation Dominic mehrfach getestet. Die ersten Modelle wurden 1961 an die Streitkräfte der Vereinigten Staaten ausgeliefert.

## Aufbau

### Bombe
Die B43 war für die Bekämpfung von gehärteten Zielen wie unterirdischen Bunkeranlagen und Raketensilos konzipiert. Von der B43 wurden zwei unterschiedliche Bombentypen hergestellt, wobei beide denselben W43-Kernsprengkopf verwendeten. Die Bomben unterschieden sich in der Form der Bombenspitze und ihrem Einsatzkonzept. Die Ausführung B43 Mod 0 war für den Abwurf aus dem Tiefflug vorgesehen. Die Ausführung B43 Mod 1 konnte aus verschiedenen Flughöhen zum Einsatz gebracht werden. Die B43 hatte eine stromlinienförmige Bombenhülle und konnten sowohl in einem Waffenschacht oder an Außenlaststationen mitgeführt werden. Dafür war die B43 mit den Standard-Bombenschlössern mit 762 mm ausgerüstet. Die B43-Bomben können im groben in drei Sektionen aufgeteilt werden. In der Bombenspitze war das Zündsystemen untergebracht. Dieses beinhaltete je nach Ausführung einen Zeitzünder, einen Aufschlagzünder oder einen Näherungszünder. In der mittleren Sektion waren der W43-Kernsprengkopf und dessen Bedienelemente untergebracht. Am Bombenheck waren vier Stabilisierungsflügel montiert. Ebenso war im Bombenheck ein Fall-/Bremsschirm untergebracht.

### Kernsprengkopf
Die B43 war mit dem W43-Kernsprengkopf ausgestattet. Bei dem W43-Kernsprengkopf handelte es sich um eine Wasserstoffbombe nach dem Teller-Ulam-Design. Dabei kam bei der B43 der primäre Kernspaltungssprengsatz vom Typ „Tsetse“ zur Anwendung. Dieser Fissionszünder war eine Geboostete Spaltbombe. Diese bestand aus einer mit 6 g Tritium gefüllten Hohlkugel aus 2,25 kg 239Plutonium. Diese Kugel war ummantelt mit einer 1,4 kg wiegenden Schicht 235Uran. Für die Zündung dieses primären Kernspaltungssprengsatzes wurden Sprengstofflinsen aus polymer-gebundenem Sprengstoff vom Typ PBX-9504 verwendet. Neben dem kugelförmigen Kernspaltungssprengsatz war die zylinderförmige Fusionsstufe angeordnet. Bei dieser wurde u. a. Lithiumdeuterid und Tritium verwendet. Der W43-Kernsprengkopf war so aufgebaut, dass die Sprengkraft in vier Stufen gewählt werden konnte. Von diesen vier Stufen sind drei bekannt: 70 kT, 500 kT oder 1,0 MT. Das Auswählen der Sprengkraft musste am Boden vor dem Start des Flugzeuges erfolgen. Um eine ungewollte Detonation bei Unfällen oder eine missbräuchliche Zündung zu verhindern, war der Kernsprengkopf der B43 mit dem Permissive Action Link ausgestattet.

## Varianten

### B43 Mod 0
Die B43 Mod 0 war für den Einsatz mit hoher Geschwindigkeit aus dem Tiefflug (91–183 m) konzipiert. Dazu hatte sie eine stumpfe Bombenspitze, an der ein Stachel aus hochfestem Stahl angebracht war. Dieser Stachel sollte sich beim Aufschlagen auf dem Boden in das Erdreich bohren und so ein Abprallen und Wegrutschen der Bombe verhindern. Während dem Transport am Flugzeug war über der stumpfen Bombenspitze und dem Stachel eine Ballistische Haube angebracht. Nach dem Abwurf öffnete sich der Fall-/Bremsschirm und bremste den Fall der Bombe ab. Mit dem Öffnen des Fallschirmes wurde auch die Ballistische Haube von der Bombenspitze abgesprengt und der Stachel freigelegt. Nach dem Abwurf vom Flugzeug wurde der Zeitzünder für den W43-Kernsprengkopf aktiviert. Der Zünder war so eingestellt, dass dem Flugzeug genügend Zeit für den Flug aus dem Wirkungsbereich der Kernwaffenexplosion zur Verfügung stand. Als einziges Einsatzkonzept stand für die B43 Mod 0 die verzögerte Zündung nach dem Abwurf aus dem Tiefflug  zur Verfügung (engl. „Laydown“-Abwurf).
| Bombe     | Länge  | Durchmesser | Spannweite | Gewicht |
| --------- | ------ | ----------- | ---------- | ------- |
| B43 Mod 0 | 3,80 m | 460 mm      | 860 mm     | 936 kg  |

### B43 Mod 1
Gegenüber der Ausführung B43 Mod 0 hatte die B43 Mod 1 eine verlängerte Bombenspitze ohne Stachel. In der Bombenspitze war ein Aufschlagzünder, Radar-Abstandszünder und ein Zeitzünder untergebracht. Der restliche Bombenaufbau war identisch (inkl. Fall-/Bremsschirm). Die B43 Mod 1 war in einem breiten Einsatzspektrum anwendbar:
- freifallende Höhenzündung (aus großer Höhe)
- Höhenzündung nach Verzögerung durch Fallschirm (aus großer und mittlerer Höhe)
- freifallende Aufschlagzündung (aus großer und mittlerer Höhe)
- Aufschlagzündung nach Verzögerung durch Fallschirm (aus großer und mittlerer Höhe)
- verzögerte Zündung nach dem Abwurf aus dem Steigflug (Hochziehen aus dem Tiefflug – engl. „Toss“- oder „Loft“-Abwurf)

| Bombe     | Länge  | Durchmesser | Spannweite | Gewicht |
| --------- | ------ | ----------- | ---------- | ------- |
| B43 Mod 1 | 4,16 m | 460 mm      | 860 mm     | 964 kg  |

## Status
Die B43 war für den Einsatz mit der United States Air Force, dem Strategic Air Command, der United States Navy sowie der NATO vorgesehen. In den Jahren 1961 bis 1970 wurden rund 1000 B43 produziert. Ab Mitte der 1980er Jahre wurde die B43 ausgesondert und sukzessive durch die moderneren B61 und B83 ersetzt. Die letzte B43 wurde 1995 aus dem Nukleararsenal der Vereinigten Staaten entfernt.

## Einsatzflugzeuge
- Douglas A-3 Skywarrior
- Douglas A-4 Skyhawk
- North American A-5 Vigilante
- Grumman A-6 Intruder
- Vought A-7 Corsair II
- Boeing B-47 Stratojet
- Boeing B-52 Stratofortress
- Martin B-57 Canberra
- Convair B-58 Hustler
- McDonnell F-4 Phantom
- F-15E Strike Eagle
- F-16 Fighting Falcon
- F/A-18 Hornet
- North American F-100 Super Sabre
- Lockheed F-104 Starfighter
- Republic F-105 Thunderchief
- General Dynamics F-111 Aardvark
- English Electric Canberra
- Handley Page Victor
- Panavia Tornado
- Vickers Valiant

## Operation Broken Arrow
Die B43 wurde nie im Rahmen militärischer Handlungen eingesetzt. Trotzdem gab es einen schweren Zwischenfall mit einer dieser Bomben. Am 5. Dezember 1965 ging ein mit einer B43 bestückter A-4E Skyhawk des Flugzeugträgers USS Ticonderoga vor der Küste Japans verloren. Das Flugzeug sank rund 50 km vor der Insel Ryukyu/Okinawa in mehr als 5000 m Tiefe auf den Meeresboden.
Der Skyhawk sollte auf dem Flugzeugträger vom Hangar auf den Lift gerollt werden und fiel dabei ins Meer. Der Pilot Lt. J.G. Webster kam dabei ums Leben, seine Leiche wurde nicht gefunden.
Der Vorfall wurde der Öffentlichkeit verschwiegen und kam erst 1981 ans Licht, als in einem Untersuchungsbericht des Pentagons der Verlust einer Nuklearwaffe mit der Sprengkraft von 1 Mt TNT veröffentlicht wurde.